# Хатфийлд
Хатфилд (на английски: Hatfield) е град в югоизточна Англия, част от графство Хартфордшър. Населението му е около 43 000 души (2021).
Разположен е на 84 метра надморска височина в Севернотемзенската долина, на 28 километра северно от центъра на Лондон и на 56 километра югозападно от Кеймбридж. Селището е известно от X век, а през XVII век се развива около „Хатфийлд хаус“, имението на влиятелния маркиз на Солзбъри. След Втората световна война се разраства като един от бързо развиващите се сателитни градове на Лондон, като до 90-те години е център на самолетостроенето.

## Известни личности
Родени в Хатфийлд
- Робърт Гаскойн-Сесил (1830 – 1903), политик
- Кони Глин (р. 1994), писателка

Починали в Хатфийлд
- Робърт Гаскойн-Сесил (1830 – 1903), политик
- Барбара Картланд (1901 – 2000), писателка
- Уилям Ламб (1779 – 1848), политик